# Леонид Каневски
Леонид Семенович Каневски (укр. Леонід Семенович Каневський, рус. Леони́д Семёнович Кане́вски; 2. мај 1939, Кијев, СССР) је руски глумац и телевизијски водитељ Јеврејског порекла.